# Dorcaschema
Dorcaschema is een kevergeslacht uit de familie van de boktorren (Cerambycidae). De wetenschappelijke naam van het geslacht werd voor het eerst geldig gepubliceerd in 1847 door Haldeman.

## Soorten
Dorcaschema omvat de volgende soorten:
- Dorcaschema alternatum (Say, 1824)
- Dorcaschema cinereum (Olivier, 1795)
- Dorcaschema nigrum (Say, 1827)
- Dorcaschema wildii Uhler, 1855